# Білгорайський пиріг
Білгорайський пиріг (пол. Pieróg biłgorajski,krupniak) - польська, традиційна регіональна страва, популярна в Білгорайському регіоні, у минулому готувалася переважно на свята та великі урочистості.
Пиріг білгорайський випікається без скоринки – тоді його називають «лисим» – або в коржі з дріжджового тіста. Начинка готується з гречки, картоплі, сиру, яєць і сметани . Залежно від рецепту до його складу можуть входити, серед іншого: м'ята, смалець і сало. Вся страва запікається в прямокутних або круглих формах. Консистенція готових пирогів стала, страва чимось нагадує свіжоспечений паштет. Пиріг можна подавати з молоком.
За смаком схожий на пиріг є кашак, який представляє собою хліб з такою ж начинкою.
З 4 жовтня 2005 року пиріг білгорайський включено до Національного списку традиційних продуктів Міністерства сільського господарства та сільського розвитку в категорії хлібобулочних та кондитерських виробів .